# BY Андромеды
BY Андромеды (лат. BY Andromedae) — двойная звезда в созвездии Андромеды на расстоянии (вычисленном из значения параллакса) приблизительно 3040 световых лет (около 932 парсеков) от Солнца.

## Характеристики
Первый компонент (WDS J23377+4741A) — оранжевый гигант, пульсирующая полуправильная переменная звезда типа SRD (SRD:) спектрального класса K9, или K8*. Видимая звёздная величина звезды — от +11,7m до +10,4m. Радиус — около 103,37 солнечных, светимость — около 1154,189 солнечных. Эффективная температура — около 3309 K.
Второй компонент (WDS J23377+4741B). Видимая звёздная величина звезды — +10,8m. Удалён на 0,3 угловой секунды.